# Salvatore Esposito (Schauspieler)

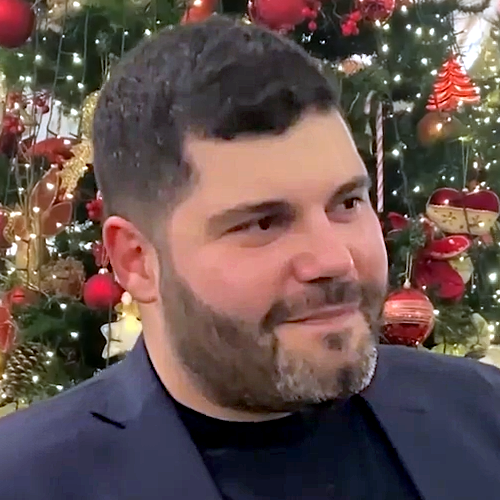
Salvatore Esposito, 2024

Salvatore Esposito (* 2. Februar 1986 in Neapel) ist ein italienischer Schauspieler.

## Leben
Esposito wuchs in Mugnano di Napoli im Großraum Neapel auf. Seine erste größere Rolle übernahm er in der Serie Gomorrha, wo er seit 2014 den Mafiaboss Gennaro „Genny“ Savastano spielt. Seitdem trat er auch in verschiedenen Kinoproduktionen auf. Für die 2020 erschienene 4. Staffel der Serie Fargo wirkte er erstmals an einer US-amerikanischen Produktion mit.

## Filmografie (Auswahl)
- 2014–2021: Gomorrha
- 2015: Sie nannten ihn Jeeg Robot
- 2017: Veleno
- 2018: My Big Crazy Italian Wedding
- 2018: Taxi 5
- 2019: L’Immortale – Der Unsterbliche
- 2020: Fargo
- 2025: Criminal Squad 2 (Den of Thieves 2: Pantera)
- 2025: Plattfuß – Ein Cop in Neapel